# Přílipkovec čapkový
Přílipkovec čapkový (Neopilina galatheae) je druh přílipkovce (Monoplacophora), hlubokomořského měkkýše podobného přílipkám.
Rodové jméno Neopilina znamená „nová Pilina“ a odkazuje na vyhynulý rod přílipkovce, zatímco druhové jméno galatheae odkazuje na druhou expedici lodi Galathea, během níž byl v roce 1952 nalezen. Český druhový název odkazuje na tvar tenké miskovité schránky.
Žije v hloubkách kolem 5000 metrů a schránka je u dospělých jedinců dlouhá 3 centimetry.
Druh byl objeven u tichomořského pobřeží Kostariky v roce 1952, kde bylo nasbíráno 10 exemplářů. Později byly další exempláře nasbírány u pobřeží Chile a u mysu svatého Lukáše v Mexiku. Nověji byl v roce 2023 přímo pozorován ve svém přirozeném prostředí východně od Galapág v hloubce 2461 metrů pomocí dálkově ovládaného plavidla SuBastian z výzkumné lodi RV Falkor (too).
Druh byl prvním objeveným žijícím přílipkovcem; předtím byl tento taxon považován za 375 milionů let vyhynulý. Krátce po zveřejnění jeho vědeckého popisu byl objev druhu označen za „zoologický objev prvního řádu“.